# Valentina Muñoz
Pour les articles homonymes, voir Muñoz.
Valentina Juliette Muñoz Rabanal (Santiago, 21 juillet 2002), également connue sous le pseudo Chica Rosadita (Fille Rose), est une programmeuse chilienne, une militante féministe qui plaide pour les droits des filles et des jeunes femmes pour diminuer le biais de genre dans les disciplines de la branche STIM, une vulgarisatrice scientifique et une défenseuse des droits numériques,.
Elle est reconnue comme la plus jeune programmeuse à contribuer à la construction de la première politique d'intelligence artificielle de son pays. En 2021 elle est nommée défenseuse des Objectifs de développement durable (ODS) par le secrétaire général des Nations unies, devenant ainsi la première femme d'Amérique latine à ce poste.

## Biographie

### Premières années
Elle est la fille de Jocelyn Rabanal et d'Aladino Muñoz, qui encouragent sa passion pour la science en l'amenant à des activités culturelles gratuites. Elle commence à s'intéresser à la technologie après avoir accompagné sa mère sur son lieu de travail, dans l'entreprise Telefónica, et y avoir assisté à une défense contre une cyberattaque.

### Formation
Elle étudie jusqu'en 2020 au Lycée Carmela Carvajal à Santiago, où elle participe à l'équipe de sélection de robotique entre 2014 et 2018.
En 2016 elle participe à un cours de programmation à l'Université du Chili lors duquel elle apprend à programmer en Java. Elle est triple championne régionale (2015, 2016 et 2017), championne nationale (2017) et championne internationale (2018) du Concours de robotique First Lego League, en étant membre de la première équipe composée uniquement de femmes à se classifier dans la catégorie internationale,.
En 2021 elle commence des études d'ingénieure informaticienne à l'Université Technique Federico Sainte María.

### Militantisme
En 2019 elle cofonde l'Asociación de Mujeres Jóvenes por las Ideas (Amuji), qu'elle préside jusqu'en 2021. En 2019, elle participe à la Consultation Régionale de l'Amérique Latine et des Caraïbes avec la Plate-forme Action de Beijing +25 organisée par ONU Femmes.
En 2019 elle rejoint le Conseil Adolescent de la Défense de l'Enfance, auquel elle participe jusqu'à sa majorité. Pendant 2020 elle dirige une initiative pour inclure les voix des filles et des adolescentes dans la première Politique d'intelligence artificielle au Chili, organisée par Amuji et UNICEF. Elle est reconnue comme la programmeuse la plus jeune à contribuer à la construction d'une politique. L'année suivante, elle collabore avec le Ministère de la Science comme Ambassadrice Juvénile de la Politique d'Égalité de Genre en Science, Technologie, Connaissance et Innovation.
En septembre 2021, elle est nommée SDG Advocate (défenseuse des objectifs de développement durable) pour les Nations unies par le secrétaire général, António Guterres, et devient la première latinoaméricaine à porter ce titre qu'elle conserve jusqu'en 2023.
En 2022, elle est choisie par l'ONU pour réaliser la même année le discours d'ouverture du Forum politique de haut niveau pour le développement durable du Conseil Économique et Social de l'ONU.

## Prix et reconnaissances
- Triple championne régionale au concours de robotique FIRST Lego League (2015, 2016, 2017)[14]
- Troisième prix national en Concours de robotique FIRST Lego League (2017)[15]
- Deuxième prix international en Concours de robotique FIRST Lego League (2018)
- Deuxième prix National au Stockholm Junior Water Prize (2019)
- Reconnaissance “Exceptional Women of Excellence” du Women Economic Forum (2021)[16]
- Prix InspiraTEC dans la catégorie “Jeune Inspiratrice” du Ministère d'Économie, de la Promotion et du Tourisme (2021)[17]
- Prix Women that builds Edition dans la catégorie nationale et internationale "Rising Star" aux Globant Awards (2021)
- 100 jeunes leaders, de l'Université Adolfo Ibáñez et du journal El Mercurio (2021)
- 100 Femmes Leaders, de Femmes Chefs d'entreprise et du Mercurio (2022)
- Fille Illustre de la municipalité de Quilicura (2022)